# Усвечье
Усве́чье (бел. Усве́чча) — озеро в Россонском районе Витебской области Белоруссии. Относится к бассейну реки Нища.

## Физико-географическая характеристика
Озеро Усвечье расположено в 17 км к северо-востоку от городского посёлка Россоны, в 1,5 км к западу от деревни Коношенки. Неподалёку от озера проходит российско-белорусская граница.
Площадь зеркала составляет 4,2 км². Длина озера — 2,98 км, наибольшая ширина — 2,12 км. Длина береговой линии — 8,2 км. Наибольшая глубина — 3,8 м, средняя — 1,9 м. Объём воды в озере — 8,08 млн м³. Площадь водосбора — 22,8 км².
Котловина подпрудного типа, округлой формы. Склоны пологие, песчаные, покрытые лесом, на западе и востоке местами распаханные. Высота склонов достигает 10 м, на юго-востоке увеличиваясь до 20 м. С юга к озеру примыкает заболоченная низина. Береговая линия с южной стороны извилистая. Берега низкие, песчаные, поросшие кустарником, местами сильно заболоченные. Озеро окружает заболоченная пойма шириной до 100 м.
Дно плоское. Мелководье до глубины 1 м (вдоль восточного берега — до 2 м) песчаное, ниже дно выстлано опесчаненным илом и кремнезёмистым сапропелем. Наибольшие глубины отмечаются в северо-восточной части озера. Около южного берега присутствует остров площадью 2 га.
Водная толща отличается однородностью по всей глубине. Минерализация воды достигает 100 мг/л, прозрачность — 0,5 м. Озеро эвтрофное, слабопроточное. Впадает несколько ручьёв. Вытекает малая река Испол, впадающая в озеро Шевино.

## Флора и фауна
Озеро существенно зарастает вдоль берегов до глубины 1,5 м. Надводная растительность образует полосу шириной от 10 м на западе до 200 м на востоке.
В водоёме обитают лещ, щука, плотва, окунь, карась, краснопёрка, ёрш, уклейка, густера и другие виды рыб. В советские годы проводилось зарыбление серебряным карасём и сазаном.

## Месторождение сапропеля
Запасы сапропеля на озёрном дне составляют 11,8 млн м³. Средняя мощность отложений — 3 м. Естественная влажность сапропеля — 93 %, зольность — 44—52 %, водородный показатель — 5,8—6,5. Содержание в сухом остатке (в %): азота — 1,7—3, окислов кальция — 2,6, калия — 1, фосфора — 0,4. Сапропель пригоден в качестве минерального удобрения и для мелиорационных нужд.